# Битва при Хьёрунгаваге
Битва при Хьёрунгаваге (др.-сканд. Hjörungavágr) — полулегендарное морское сражение конца X века между норвежским ярлом Хладира и датским флотом под предводительством йомсвикингов.
Информация о битве записана в королевских сагах, таких как «Круг Земной», а также в «Саге о йомсвикингах», «Драпе о йомсвикингах» и «Деяниях данов» Саксона Грамматика.
Хотя сведения последних двух источников носят легендарный характер и считаются малодостоверными, историки предполагают, что в них есть доля истины. Так, некоторые поэмы скальдов, например, поэмы Торда Кольбейнсона и Тинда Халлькельсона, упоминают эту битву.
Подробно о битве рассказывается в «Саге об Олаве Трюггвасоне», написанной Снорри Стурлусоном, и «Саге о йомсвикингах». О сражении упоминает Саксон Грамматик и несколько скальдов, в частности, Торд Кольбейнсон, Тинд Халькелльсон, Эйнар Звон Весов и Бьярни Кольбейнсон.

## Предыстория
Ярл Хакон Могучий одно время считался вассалом конунга датчан Харальда Синезубого. Однако после того как ярл отрекся от христианства, Харальд снарядил поход в Норвегию и сжег много дворов. Затем конунг повернул домой, а Хакон велел людям снова селиться по всей стране и больше не платить податей датчанам. Вскоре Харальд умер, конунгом датчан стал Свейн Вилобородый. Он водил дружбу с йомсвикингами. На большом пиру в память о Харальде йомсвикинги, сильно охмелев, дали обет пойти походом на Норвегию и убить ярла Хакона.

## Ход сражения
Сигвальди ярл, предводитель йомсвикингов, решил идти в Норвегию сразу по окончании пира. В поход с ним собрались его брат Торкель Высокий, Буи Толстый, брат Буи Сигурд и Вагн сын Аки. Свейн Вилобородый дал им в помощь несколько десятков кораблей. Впрочем, точное количество боевых судов в распоряжении обеих сторон неизвестно. Снорри Стурлусон говорит о 160 кораблях во флоте ярла Хакона и его сыновей — Эйрика и Свейна, автор «Саги о йомсвикингах» увеличивает эту цифру вдвое. Та же ситуация и с флотом йомсвикингов. По всей видимости, верно только то, что флот ярла Хакона превосходил противника числом кораблей.
Благодаря попутному ветру йомсвикинги быстро добрались до Норвегии и стали грабить побережье, поднимаясь все выше на север. Ярл Хакон тем временем собирал войска, а на помощь ему с севера шёл его сын Эйрик. Наконец, во время очередного грабежа йомсвикинги встретили человека, который сказал им, что ярл Хакон совсем рядом, и у него небольшое число кораблей. Йомсвикинги сразу выступили в поход, однако когда они приблизились к будущему месту сражения, стало ясно, что флот Хакона значительно превосходит их. В обеих сагах рассказывается, что это было жестокая битва, и каждая из сторон сражалась храбро и отчаянно, а на ярле Хаконе даже порвалась кольчуга. Поначалу йомсвикинги стали теснить противника — поддался фланг, которым командовал Свейн. Но тогда на помощь ему пришёл Эйрик, и уже йомсвикинги стали отступать. После этого поддался другой фланг норвежцев, где атаковал Буи, и Эйрику пришлось помогать уже там. Перелом произошёл после того, как внезапно изменилась погода, и пошёл сильный град. Сигвальди ярл развернул корабли и вышел из боя. За ним последовали его брат Торкель. Явный перевес оказался на стороне норвежцев, и они вскоре сломили сопротивление противника. Буи Толстый бросился за борт, а Вагн сын Аки был взят в плен и пощажен Эйриком вместе с некоторыми другими йомсвикингами.
Интересно, что в «Саге о йомсвикингах» приводится причина внезапного изменения погоды (Снорри Стурлусон об этом умалчивает). Ярл Хакон, понимая, что битва складывается не в его пользу, вышел на берег и принес жертву своей покровительнице Торгерд Невесте Хельги. Причем в жертву богиня потребовала младшего сына ярла. После этого жертвоприношения на севере вдруг стали собираться тучи, и начался шторм. Йомсвикинги метали стрелы и копья, но снаряды относило в их сторону. Тогда Сигвальди ярл сказал, что он не давал обет биться с троллями, и отступил.